# Kittel

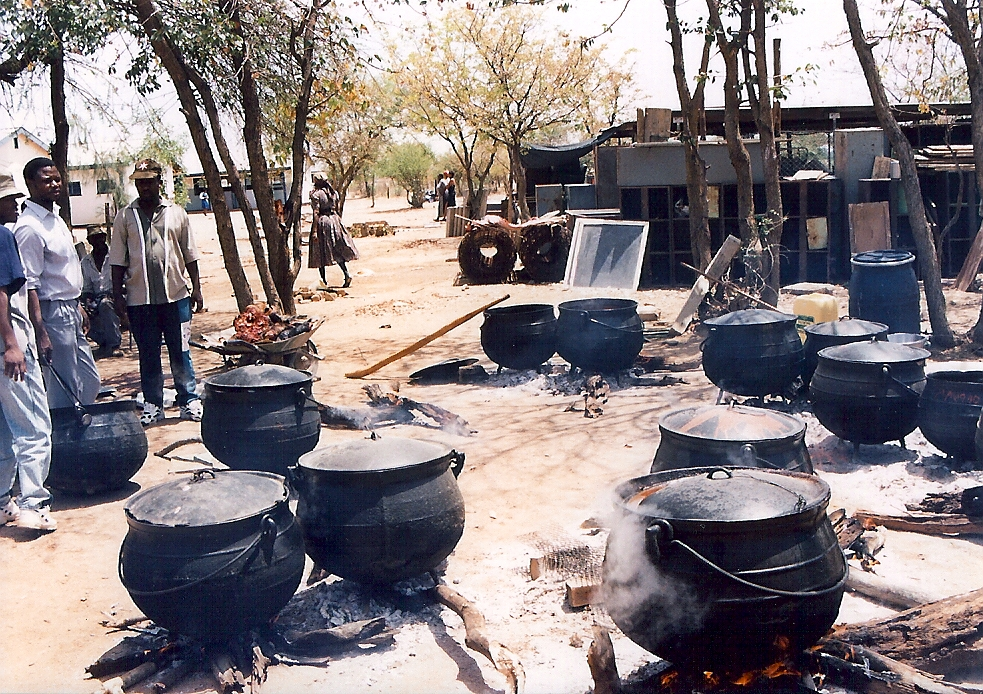
Matlagning i Botswana

Kittel av driven koppar

En kittel är ett kokkärl avsett för uppvärmning av vätska i samband med matlagning, färgning, tvätt, bryggning eller liknande. En kittel är i allmänhet flat eller svagt välvd botten, med eller utan lock, med eller utan handtag eller grepe. Om kokkärlet har öron kallas det oftast gryta. Kittel används även om andra kärlformer som tekittel eller kaffekittel.
Ofta skiljer man mellan grytor som gjutna kokkärl medan kittel syftar på kärl i järn- eller mässingsplåt.
En kittel kan finnas i olika storlekar.
Ordet i sig kommer förmodligen från latinets catillus som betyder "skål" eller "tallrik". Ordet "kittel" är belagt i svenska språket sedan mitten av 1300-talet.